# Letteratura per ragazzi

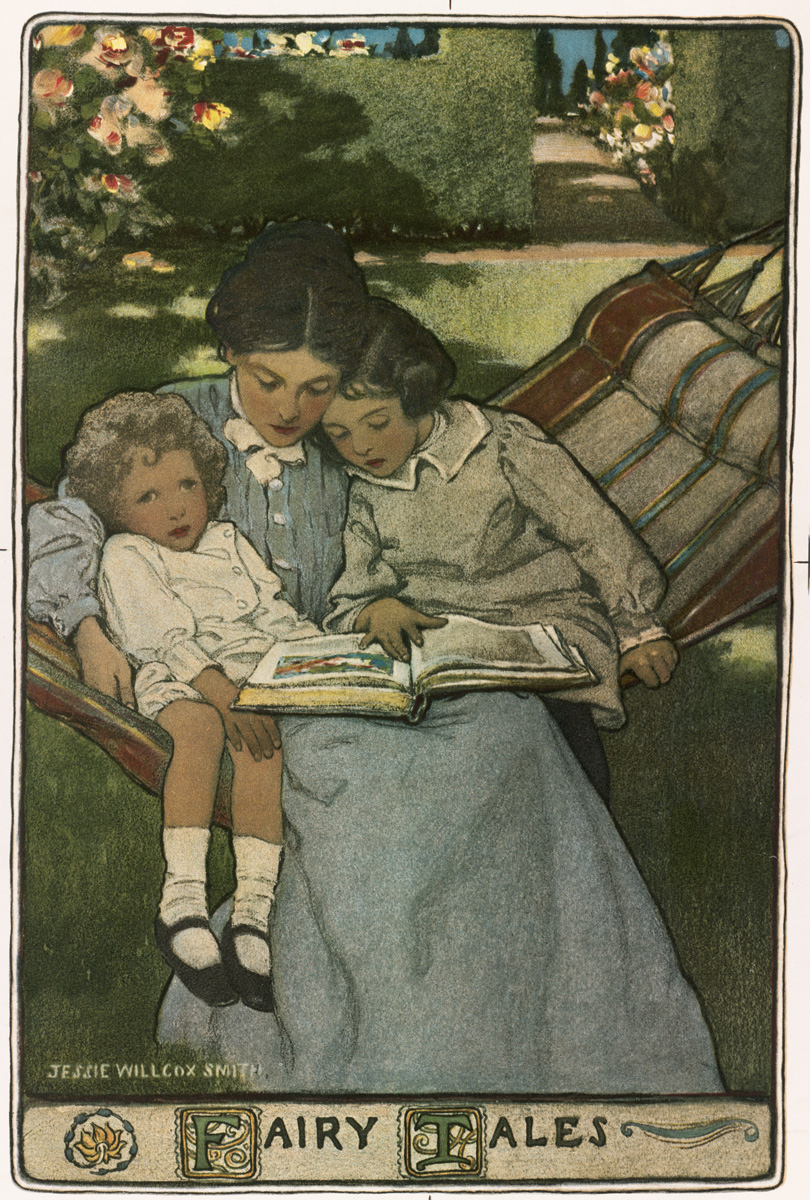
Illustrazione da un libro di fiabe del XIX secolo.

L'espressione letteratura per ragazzi o letteratura per l'infanzia si riferisce a un vasto insieme di opere e generi letterari che, in qualche modo, si ritengono adatti per un pubblico di bambini o ragazzi. Si possono intendere come opere letterarie per ragazzi:
- opere pensate esplicitamente per la lettura da parte di ragazzi;
- opere giudicate adatte ai minori da parte di una autorità riconosciuta come competente (per esempio associazioni di genitori e insegnanti o giurie di premi internazionali del settore come il Premio Hans Christian Andersen);
- opere notoriamente apprezzate dai ragazzi.

Queste tre definizioni (che non sono le uniche possibili) sono correlate, ma non necessariamente equivalenti. Per esempio la valutazione da parte di autorità competenti prende tipicamente in esame i contenuti morali delle opere per rilevare messaggi potenzialmente diseducativi, valutazione evidentemente non univoca e potenzialmente in contrasto con le intenzioni degli autori. Opere come Il principe e il povero o Le avventure di Huckleberry Finn di Mark Twain, molto apprezzate dal pubblico dei più giovani, erano pensate per gli adulti; Alice nel Paese delle Meraviglie, al contrario, fu concepito come storia per bambini, ma viene generalmente considerato più adatto a un pubblico adulto.
L'insieme di tutti i testi pensati e pubblicati per un pubblico di bambini e ragazzi fa quindi riferimento a un insieme complesso, variegato e contraddittorio che rende difficile definire univocamente questa disciplina. Sono molte le strade che si possono percorrere per operare un discorso critico su questa letteratura. Essa è comunque da considerarsi come letteratura tout court, che, per essere compresa, ha bisogno di strumenti e conoscenze che si rifanno alla critica letteraria, alle conoscenze storiche, filologiche, pedagogiche e artistiche. Non sono necessari soltanto strumenti educativi e pedagogici per studiarla e comprenderla, ma è fondamentale un’impalcatura critica e artistica che la consideri come letteratura e arte a tutti gli effetti. La letteratura per l’infanzia abbraccia un panorama multidisciplinare da non considerarsi minoritario rispetto alla letteratura più in generale, spesso considerata come destinata esclusivamente agli adulti.
In Italia ha assunto particolare importanza il Premio Andersen che a partire dal 2001, anno della sua prima edizione, rappresenta una delle più importanti occasioni di fornire riconoscimenti sia ad autori italiani che stranieri nel campo della letteratura per ragazzi.

## Nomenclatura e target demografico
I confini tra la letteratura per ragazzi e quella per adulti sono sfumati e seguono la sensibilità storica e culturale del momento o la percezione personale del soggetto. Diversi romanzi concepiti per adulti sono diventati con il tempo classici della letteratura per l'infanzia. Al contrario, come per esempio nel caso di Harry Potter, si sono verificati casi in cui romanzi scritti per bambini abbiano goduto di un vasto successo tra gli adulti.
La letteratura per ragazzi viene indicata in modo alternativo anche come letteratura per l'infanzia, per bambini, giovanile o young adult sia come sinonimi sia che ci si stia riferendo a delle sottosezioni e a dei target demografici più precisi. Specialmente a partire dalla seconda metà degli anni novanta e nell'area anglosassone, si tende a suddividere la corrente in fasce di pubblico sempre più ristrette e ben definite. In ambito italiano è comune riferirsi al corpus destinato alla fascia di età prescolare e scolare come a "letteratura per l'infanzia" e ai libri intesi per un pubblico adolescenziale come "letteratura giovanile".

## Generi
Alcuni generi letterari si possono considerare intrinsecamente adatti ai ragazzi; vi compaiono certamente il romanzo o racconto educativo, la fiaba, la favola e la filastrocca. Altri sono considerati generalmente, ma non necessariamente, adatti ai ragazzi: un esempio sono i romanzi d'avventura. In linea di principio, tuttavia, la maggior parte dei generi letterari (dal romanzo di formazione, al romanzo storico, al fantasy e così via) possono essere reinterpretati nel contesto della letteratura per bambini, spesso attraverso una contaminazione di generi. Un esempio può essere il ciclo di Redwall di Brian Jacques, che utilizza molti elementi del genere fantasy (di scrittori come Tolkien o Terry Brooks, che sono più adatti a un pubblico adulto) in storie con animali del bosco come protagonisti (contaminazione con la fiaba o la favola). Un altro esempio è la serie Piccoli brividi di R. L. Stine, che riprende temi e ambientazioni del giallo e dell'horror. Questo fenomeno di contaminazione, sempre più frequente anche nelle nuove pubblicazioni, contribuisce a definire una serie di nuovi sottogeneri ("fantasy per ragazzi", "fantascienza per ragazzi", "horror per ragazzi") e così via.
Un concetto correlato è quello di adattamento per ragazzi, una rielaborazione per ragazzi di un testo per adulti (per esempio allo scopo di semplificarne il linguaggio o la trama): con questo mezzo si può riformulare un poema epico (per esempio l'Odissea o la Divina Commedia) come romanzo di avventura. Intere collane di libri per ragazzi, come la serie de La Scala d'oro dell'UTET edita negli anni trenta del secolo scorso, si basavano su adattamenti di classici letterari. Si parla invece di adattamento a fumetti quando un testo letterario, per ragazzi o per adulti, viene trasposto nel linguaggio del fumetto.

Oltre all'adattamento si può fare riferimento alla riscrittura e alla riduzione; una riduzione è: 
In ogni caso, le riscritture, gli adattamenti e le riduzioni, spesso destinate ai grandi classici della letteratura, per l'infanzia e non, sono da considerarsi come vero e proprio genere letterario, capace di continuare a dare voce e diffusione alle grandi opere, di salvare e dare nuova vita alle storie del passato.
La letteratura per bambini può essere divisa in cinque grandi categorie:
1. Poesie;
2. Albi illustrati;
3. Letteratura popolare come fiabe, miti, leggende;
4. Romanzi;
5. Biografie e opere divulgative.

### Poesie

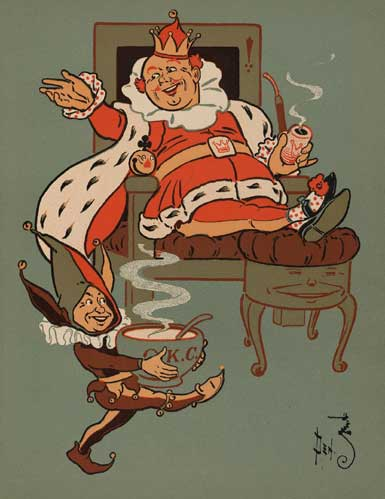
Il vecchio Re Cole illustrato da W.W. Denslow.

Il primo contatto dei bambini con la letteratura è costituito dall'ascolto delle ninnananne cantate dalle madri o dalle balie. Esse sono la forma più antica di letteratura infantile; costituite da rime semplici, musicali, ridondanti, adatti a placare l'animo bizzoso dell'infante per calmarlo e/o addormentarlo. Molte volte queste filastrocche sono prive di senso compiuto o narrano eventi improbabili, tuttavia, data la loro facile memorizzazione, possono essere ricordate anche dopo molti anni, costituendo uno dei primi ricordi del fanciullo. Alcune rime come "Il vecchio Re Cole" sono ispirate a fatti realmente accaduti, altre come "Humpty Dumpty" hanno solitamente una morale o un insegnamento. Innumerevoli sono i volumi di rime infantili apparsi fino a oggi. Uno di questi, pubblicato nel 1899, è Il libro di Papà Oca di L. Frank Baum, illustrato da W.W. Denslow.
Molte poesie per bambini sono di argomento umoristico. L'inglese A. A. Milne pubblicò nel 1924 e nel 1927 due raccolte di poesie per bambini Quando eravamo molto giovani e Now we are six. Molte di queste poesie avevano come protagonista il figlio di Milne, Christopher Robin, che diverrà poi famoso come personaggio delle avventure di Winnie Pooh, sempre create da Milne. Molti autori provarono a immedesimarsi nelle figure di bambini da loro conosciuti e cercavano di ricreare nelle loro poesie un mondo osservato dal punto di vista dei fanciulli. Robert Louis Stevenson, oltre ai romanzi di avventura, scrisse anche una celebre raccolta nel 1885 A Child's Garden of Verses. In Italia un maestro di questo stile fu negli anni cinquanta e sessanta del XX secolo lo scrittore Gianni Rodari. Egli diffuse un nuovo canone di poesia per l’infanzia, basato sul piacere dello sperimentalismo linguistico, sulla cura estetica e sull’impegno sociale, dando valore alla dimensione ludica, giocosa e formativa.
Negli anni ottanta e novanta, in Italia, si distingue la figura di Roberto Piumini, il quale compie una scelta non didattica o educativa, ma formale ed estetica. Sia Rodari che Piumini desideravano con la loro poesia “dare la parola” ai bambini, ma in due sensi diversi: per Rodari dare la parola significava dare voce ai bambini, permettere loro di esprimersi; per Piumini la parola diventava nutrimento fondamentale, incarnato nell’esperienza artistica da fare vivere ai più giovani attraverso la poesia. Le opere poetiche più ricche di Roberto Piumini sono: C’era un bambino profumato di latte, Io mi ricordo, Non piangere, cipolla e Sole, scherzavo. Nel panorama contemporaneo si distingue la poesia di Bruno Tognolini, autore attento alla forma e all’equilibrio tra suono e senso, incarnato nell’uso sapiente delle rime. Opere importanti di questo autore sono: Rima rimani, Tiritere e Mammalingua. Ventuno filastrocche per neonati e per la voce delle mamme, opera ispirata alle tiritere, alle prime lallazioni e alle ninnenanne, che fa emergere un linguaggio speciale, ispirato al linguaggio materno, che mette in connessione intima la madre con il figlio.

### Albi illustrati

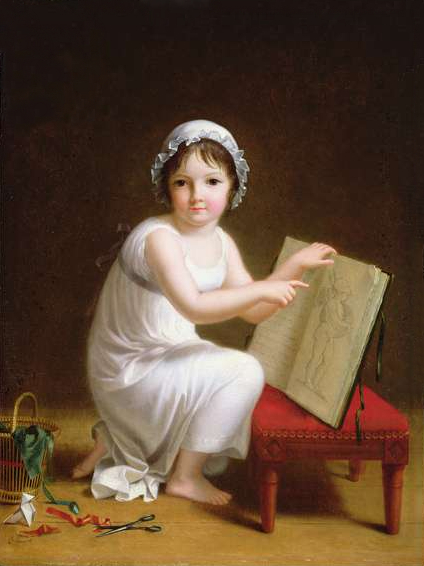
Bambina che legge un albo illustrato, Jeanne Elisabeth Chaudet, 1802

Un albo illustrato è un libro che racconta storie semplici o complesse con una combinazione di poche parole e molte figure. in un albo illustrato, la storia è narrata prevalentemente attraverso le immagini, con un testo che fa da corredo alla trama. Gli albi illustrati possono essere letti anche dai bambini in età prescolare, che seguono la storia attraverso le immagini, così come da bambini in età scolare, ragazzi e adulti. Quello degli albi illustrati può essere considerato un vero e proprio genere letterario, con autori specializzati e premi dedicati, come il Premio Hans Christian Andersen o il Premio Compostela.

### Fiabe, miti e leggende

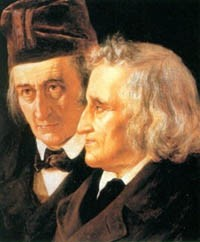
I fratelli Grimm

La letteratura popolare delle fiabe e delle favole risale alla preistoria e venne trasmessa, almeno fino al XVIII secolo, prettamente in forma orale. Sebbene molti di questi racconti non furono creati direttamente per i ragazzi, essi, sono molto adatti a un pubblico infantile per lo stile semplice in cui sono narrati e le situazioni fantastiche presentate. Negli ultimi anni molti di questi racconti come i miti antichi sono stati accostati all'insegnamento scolastico tradizionale per spiegare ai bambini come le popolazioni dei secoli passati vedevano il mondo e cercavano di spiegare fenomeni naturali a loro misteriosi come il fuoco, i fulmini, le tempeste e i venti. Molte di queste leggende inoltre sono preziosi strumenti storici per studiare, oltre alle credenze e alle superstizioni, i valori etici e morali del popolo che le ha prodotte. Sebbene non propriamente per ragazzi, sono spesso considerate tali anche le favole di Esopo e Fedro dal forte contenuto didattico e moralista.
Secondo una definizione ormai accettata si suole definire la fiaba come un racconto fantastico in cui interagiscono personaggi umani, animali e comprimari dotati di poteri magici come maghi, streghe, fate; la favola è invece una breve storia, con protagonisti solitamente degli animali che pensano e si comportano come gli uomini, che ha in sé una morale o un insegnamento finale. La leggenda e il mito sono dei racconti fantastici utilizzati per spiegare un fatto o un evento misterioso altrimenti inspiegabili.
La fiaba e il desiderio del fiabesco si legano al desiderio e al piacere umano della narrazione, al bisogno del meraviglioso e del fantastico, proprio di ogni uomo, donna o bambino. Questo fa della fiaba un racconto intramontabile e immortale, radicato nel passato e destinano a persistere nel futuro, perché insito nella natura umana. La fiaba è il luogo del possibile e delle ipotesi, delle risposte alle domande dell’esistenza, luogo dove si possono vivere più vite. Tramite la fiaba si può dire l’indicibile, comprendere il bene e il male del mondo e degli uomini. I temi e i motivi principali che si riscontrano nella fiaba sono il viaggio, incarnato nel percorso di formazione, cammino di crescita e maturazione; il bosco, passaggio verso l'Altrove, territorio sconosciuto, che porta allo smarrimento e al rischio; la presenza della magia e di personaggi, spesso protagonisti fragili, comuni, coraggiosi e resilienti, che compiono il loro viaggio iniziatico alla ricerca della propria identità, andando incontro al lieto fine.

Le raccolte di fiabe sono numerosissime e sono solitamente definite o per Paese o per gli autori che le catalogarono come i fratelli Grimm in Germania, Italo Calvino in Italia, Aleksandr Nikolaevič Afanas'ev in Russia. Una delle prime raccolte di racconti è l'orientale Mille e una notti, tradotte in francese da Antoine Galland nel 1704. Tuttavia non mancano autori che crearono proprie storie basandosi su racconti popolari: il più famoso di questi è Hans Christian Andersen, danese, autore di fiabe come Il brutto anatroccolo, La sirenetta o Pollicina.
Le favole furono un genere molto popolare nell'antichità, con autori come il greco Esopo o il latino Fedro. Fu ripreso con successo dal francese Jean de La Fontaine nel XVII secolo. I miti antichi e le leggende sono oggi presentati in numerose raccolte tematiche. Il genere epico vanta un discreto successo presso il pubblico infantile più maturo come i due poemi omerici o il ciclo arturiano.

### Romanzi

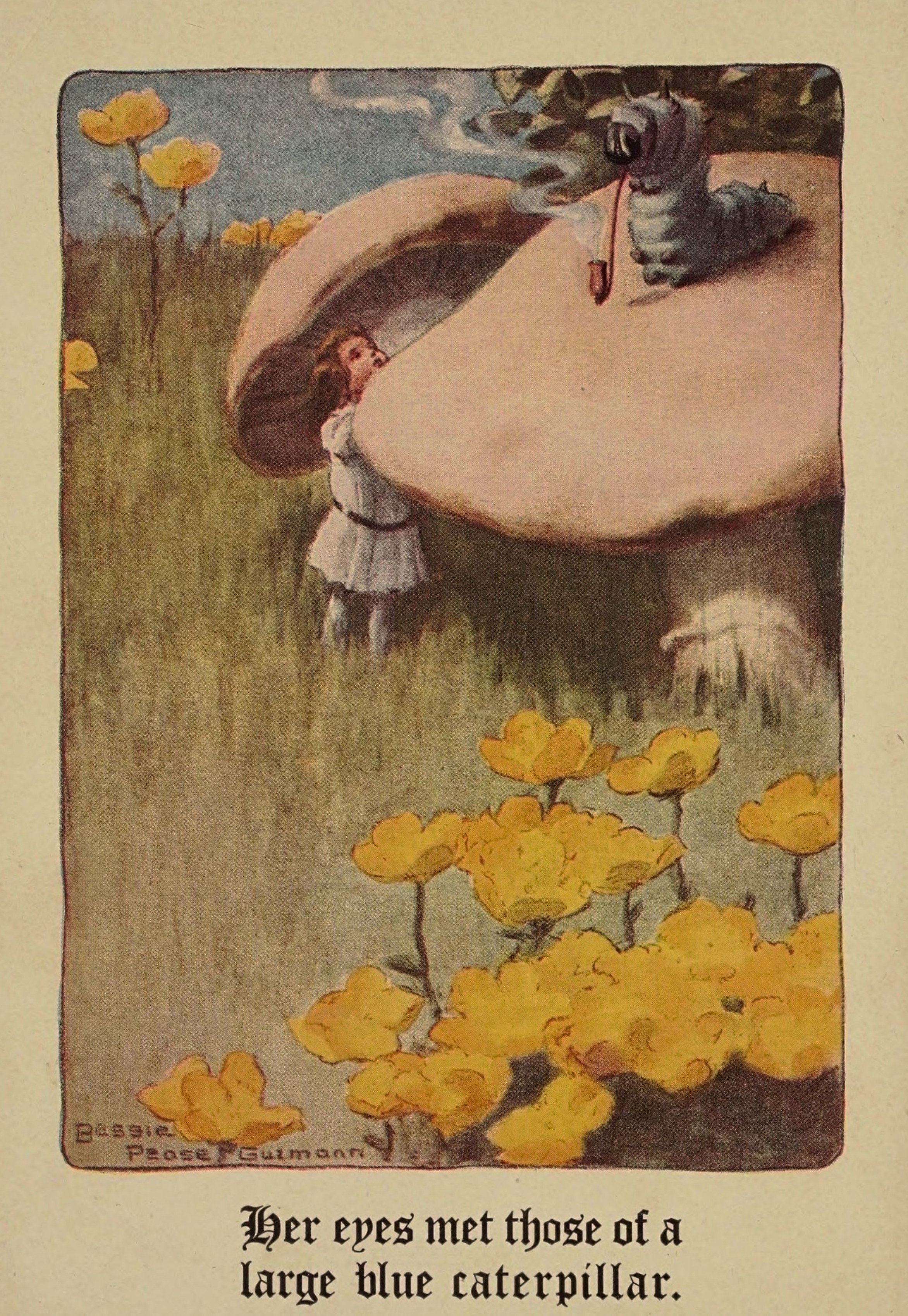
Illustrazione da un'edizione inglese del 1907 di Alice nel paese delle meraviglie di Lewis Carroll.

Il romanzo occupa una vasta categoria della letteratura per ragazzi. Tale categoria può essere ulteriormente suddivisa in sottocategorie a seconda del genere delle storie. Esiste così il romanzo fantastico, uno dei generi più famosi, che narra storie ambientate in luoghi immaginari, popolati da personaggi fantasiosi e magici, con molte influenze dalle fiabe e dai racconti popolari classici. Tre esempi celebri di questo genere sono il capolavoro britannico Le avventure di Alice nel paese delle meraviglie (1865) di Lewis Carroll, il bestseller americano Il meraviglioso mago di Oz (1900) di L. Frank Baum, e il successo relativamente recente La storia infinita (1979) del tedesco Michael Ende.
Un altro genere molto affermato nella letteratura infantile è il romanzo avventuroso che ha come suoi autori principali lo scozzese Robert Louis Stevenson, il francese Jules Verne e l'italiano Emilio Salgari. Molto apprezzati sono anche i romanzi con protagonisti animali come Il libro della giungla di Rudyard Kipling, Il vento tra i salici di Kenneth Grahame, La collina dei conigli di Richard Adams, o Winnie Pooh di A. A. Milne. Popolarissimo è il genere giallo e investigativo, dal capostipite Sir Arthtur Conan Doyle, creatore di Sherlock Holmes, fino al moderno successo delle indagini del topo antropomorfo Geronimo Stilton, creato da Elisabetta Dami, passando per le investigazioni di Hercule Poirot e Miss Marple, creati da Agatha Christie.
È anche possibile proporre una serie di specializzazioni locali nella letteratura per ragazzi, pur in presenza di numerose eccezioni: gli autori statunitensi, per esempio, hanno tradizionalmente preferito racconti dal forte sapore morale e didattico, come nel caso di Louisa May Alcott o dell'americana di adozione Frances Hodgson Burnett. Nel Regno Unito e nei paesi nordici si sono spesso privilegiati forti elementi fantastici, folclorici e favolistici, come fanno, tra gli altri, James Matthew Barrie, Clive Staples Lewis, Hans Christian Andersen e, più recentemente, J. K. Rowling. L'avventura sembra prevalere nei paesi latini, con autori come Jules Verne in Francia e Emilio Salgari in Italia. La vena umoristica, invece, è geograficamente trasversale, se si considerano maestri come l'inglese Lewis Carroll, gli italiani Carlo Collodi, Dino Buzzati e Luigi Bertelli detto Vamba, il francese Charles Perrault, la svedese Astrid Lindgren e gli statunitensi Mark Twain e Lyman Frank Baum. Anche il tono patetico è universalmente diffuso, sebbene in netto calo a partire dalla seconda metà del XX secolo, ma molto diffuso nel secolo precedente, come ancora testimoniano i libri di Edmondo De Amicis in Italia, Hector Malot in Francia e Ferenc Molnár in Ungheria.

### Opere divulgative

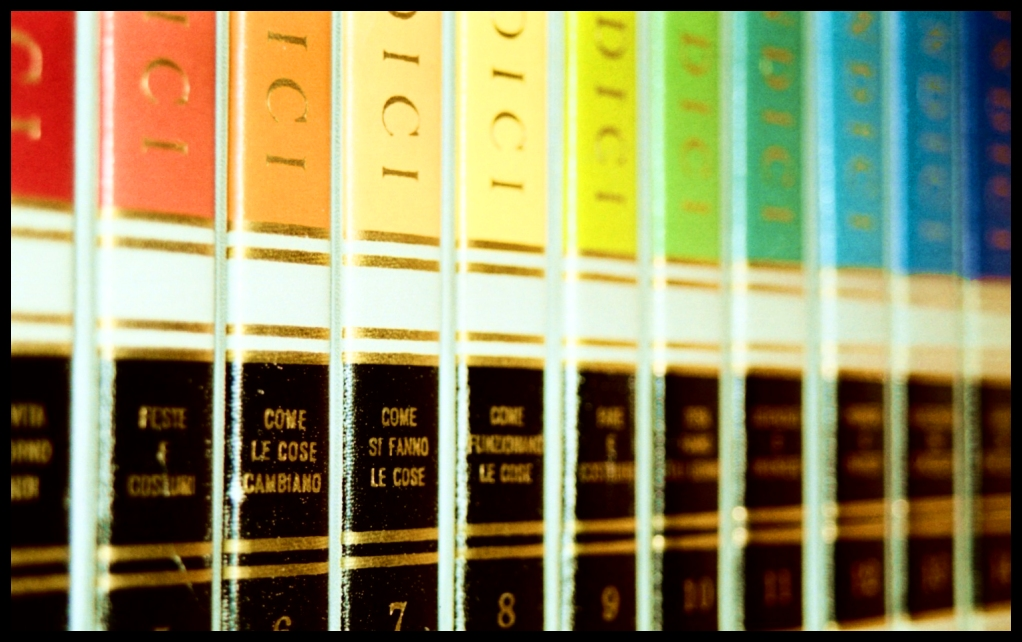
L'enciclopedia per bambini I Quindici (1969-1975).

La divulgazione per ragazzi è da molto tempo ormai considerata un genere letterario. Esso include saggi su svariati argomenti storici, scientifici, tecnologici o sociali ma anche biografie di personaggi famosi o racconti di epoche o guerre particolarmente importanti. Nella prima metà del secolo scorso molti regimi totalitari sfruttarono il genere divulgativo per inculcare alle giovani generazioni il culto della patria e del combattimento; un esempio di ciò è il volume Guerra e Fascismo spiegato ai ragazzi di Leo Pollini. Negli Stati Uniti la divulgazione per ragazzi ha subito una grande crescita soprattutto dagli anni quaranta, con le prime pubblicazioni in merito. Molto successo hanno riscosso le enciclopedie per bambini, come l'italiana I Quindici, traduzione ampliata di un'opera inglese: Childcraft.
Dalla seconda metà del XX secolo il settore si è ulteriormente sviluppato, abbracciando tematiche come l'educazione sessuale o il problema dell'uso di sostanze stupefacenti, fino ad allora considerate tabù nella letteratura infantile. Recentemente l'attenzione è stata posta sempre più sul gravoso problema dell'inquinamento atmosferico e del riscaldamento globale. Il genere divulgativo ha poi preso un taglio umoristico, come dimostrano le moderne collane di titoli divulgativi come le Brutte Scienze di Nick Arnold o le Brutte Storie di Terry Deary. Molti grandi studiosi come lo storico neozelandese Ronald Syme o l'astrofisica italiana Margherita Hack o il matematico inglese Stephen Hawking si sono dedicati con successo alla divulgazione per ragazzi.

## La traduzione della letteratura per ragazzi
Quando si parla di letteratura per l'infanzia e l'adolescenza, è fondamentale sottolineare il rapporto che essa ha avuto e ha con la traduzione. Le opere per l'infanzia e l'adolescenza tradotte, infatti, rappresentano i primi libri con cui vengono a contatto i bambini. La traduzione permette dunque a bambini provenienti da ogni parte del mondo di accostarsi a culture differenti dal proprio contesto nazionale.

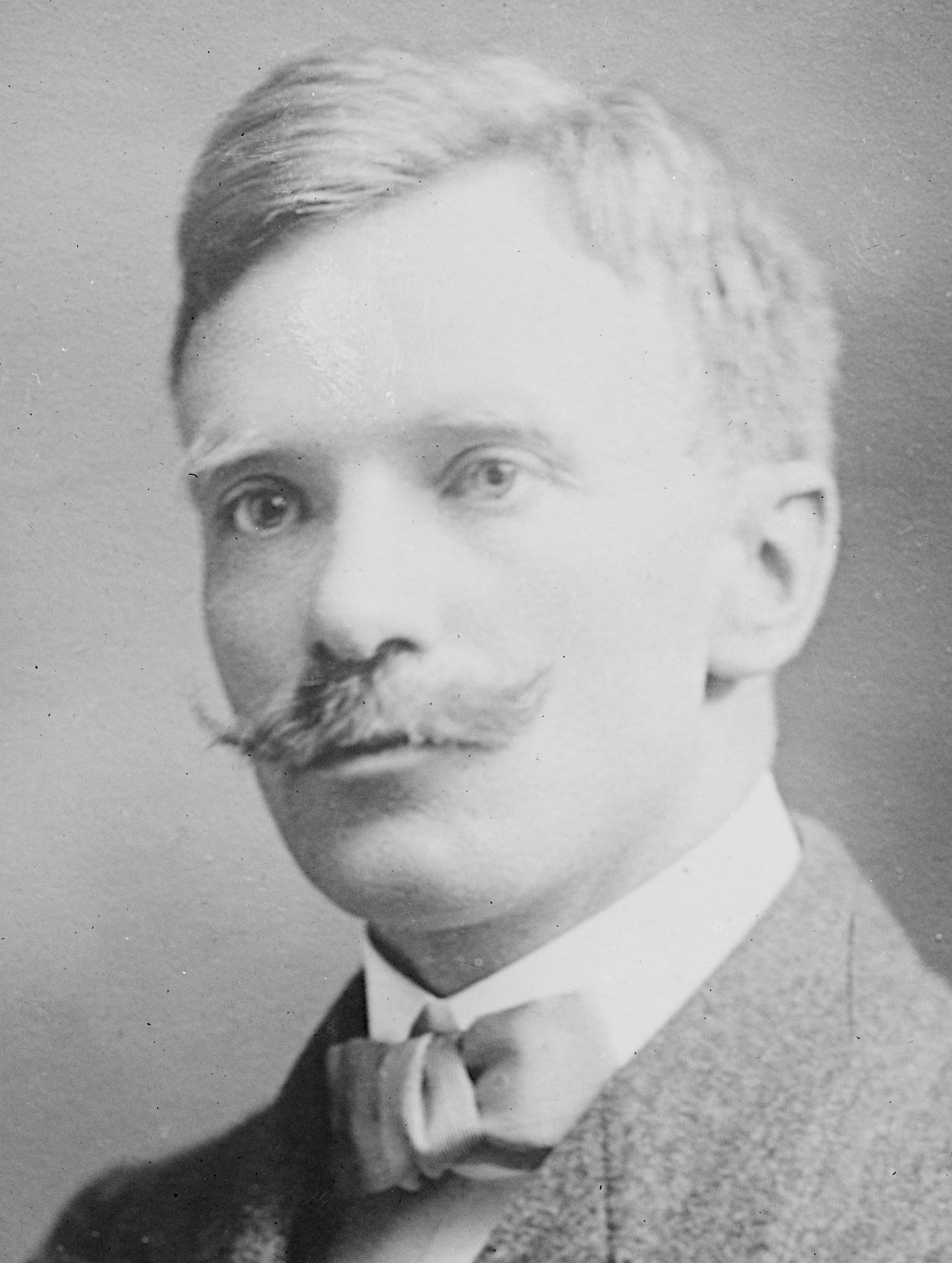
Paul Hazard, autore di Les livres, les enfants et les hommes.

IBBY: International Board on Books for Young People.

La traduzione di tale tipo di letteratura come ambito traduttologico ha assunto valore solo recentemente, nonostante da tempo si fosse constatata la complessità di tale tipo di traduzione. Soltanto negli ultimi trent'anni ci sono stati degli studi specifici relativi alla traduzione di libri per l'infanzia e l'adolescenza. I primi studi su tale tipo di letteratura in traduzione, che risalgono agli anni sessanta, riflettono una credenza tipica dell'immediato dopoguerra, secondo cui un futuro pacifico avrebbe potuto essere garantito da una corretta educazione delle giovani generazioni. Poiché le traduzioni trascendono i confini tra le culture, esse erano viste come un modo per fare progredire la comprensione internazionale. Già Paul Hazard, con la sua opera del 1932 Les livres, les enfants et les hommes, riteneva che tale tipo di letteratura avrebbe favorito la comprensione a livello internazionale. Egli considerava ogni libro per bambini tradotto come un messaggero che va oltre le montagne e i fiumi, oltre i mari, fino ai confini del mondo alla ricerca di nuove amicizie. Anche Jella Lepman nella sua opera autobiografica A bridge of Children's Books del 1969 ha fatto emergere gli stessi aspetti positivi di tale tipo di letteratura e ha portato nel periodo della riconciliazione successiva alla seconda guerra mondiale alla nascita di IBBY, un'organizzazione senza scopo di lucro creata in Svizzera nel 1953 per facilitare l'incontro tra libri, bambini e ragazzi.
I primi studi relativi alla traduzione della letteratura per l'infanzia e l'adolescenza emergono negli anni sessanta e settanta e sono di tipo prescrittivo, ovvero si occupano del come si debba tradurre, comparatista e straniante. Negli anni ottanta si assiste alla pubblicazione di due importanti monografie: Children’s Books in Translation: The Situation and the Problems di Göte Klingberg e Poetics of Children’s Literature di Zohar Shavit. La prima opera si è occupata della traduzione dei riferimenti culturali e ha proposto di mantenere la culturalità del testo source. La seconda, invece, si è occupata di indagare la manipolazione che veniva fatta sulle opere rivolte a bambini e ragazzi sulla base di pregiudizi relativi a cosa fosse giusto insegnare a un bambino nella cultura di arrivo, e sulla base dell'idea che il bambino avesse delle abilità di comprensione inferiori.
Con il Cultural turn degli anni ottanta, ci si rende conto che quando si traduce un testo lo si deve tradurre tenendo conto del contesto culturale ed emerge quindi come tali considerazioni possano andare a interessare anche la letteratura per l'infanzia e l'adolescenza. Alcuni critici hanno potuto constatare come proprio gli elementi culturali, i quali permettevano ai bambini di venire a contatto con culture differenti, siano stati soggetti a interventi, poiché si credeva che i bambini non fossero in grado di capirli, o che i bambini avrebbero imparato cose sbagliate. Negli anni novanta vengono pubblicati studi come quelli di O’Sullivan, Riita Oittinen e Tiina Puurtinen. A segnare un cambiamento nello studio delle opere per l'infanzia e l'adolescenza sono stati sicuramente due contributi: Translating for Children di Riitta Oittinen e Comparative Children’s Literature di O’Sullivan. Con la monografia di Oittinen si assiste a un passaggio da un paradigma prescrittivo a uno addomesticante e funzionalista basato sulla Skopos-Theorie di Katharina Reiss e Hans Vermeer. Ciò significa che il testo va tradotto prendendo in considerazione la situazione e lo scopo di arrivo. L’adattamento delle opere può essere quindi possibile, ma è auspicabile rimanendo leale nei confronti del lettore bambino o adolescente. La monografia di ‘O Sullivan si occupa invece di sondare la presenza di adattamenti come il risultato della voce del traduttore che può farsi sentire oppure no.
A livello internazionale la traduzione della letteratura per l'infanzia e l'adolescenza ha assunto rilievo grazie alla diffusione negli ultimi anni di riviste, ricerche e convegni che la mettono al centro. Numerose sono state le riviste che sono state create riguardanti la letteratura per l'infanzia e l'adolescenza e che, pur non concentrandosi sulla traduzione, trattano vari aspetti del processo traduttivo. Alcune di queste riviste sono: The Journal of Children’s Literature Studies, Bookbird: A Journal of International Children’s Literature, la quale è legata a IBBY, Routledge Children’s Literature and Culture Series e Children’s Literature in Education, così come la rivista di IRSCL International Research in Children's Literature (IRCL). Della traduzione della letteratura per l'infanzia e l'adolescenza si sono occupati anche alcuni numeri di riviste traduttologiche come Meta, Palimpsestes e Équivalences. A testimoniare l'importanza che ha assunto la traduzione di libri per l'infanzia e l'adolescenza sono stati anche i convegni organizzati sul tema. I più importanti sono stati: II Congreso Internacional de Traducción, Literatura Infantil-Juvenil y Didáctica tenutosi a Las Palmas nel 2003 e nel 2005, un convegno a Bruxelles nel 2004, Scrivere e tradurre per l’infanzia:voci, immagini e parole del 2006 a Forlì, così come altri due convegni tenuti nella stessa città romagnola nel 2013 e nel 2017. A questi si aggiungono altre conferenze: a Parigi nel 2007, a Rouen nel 2013, a Bruxelles/Anversa nel 2017. Nella Bologna Children’s Book Fair, la Fiera del Libro per Ragazzi di Bologna, inoltre, è nato il Centro Traduttori/Translators Café, luogo d'incontro di traduttori, studiosi di traduttologia ed editori, che ha portato anche alla creazione del premio In altre parole, concorso dedicato alla traduzione di opere letterarie per l’infanzia e l’adolescenza. Negli ultimi anni, figura importante negli studi di Letteratura per l'infanzia è stata Angela Articoni, scrittrice di numerosi saggi e autrice di La sua barba non è poi così blu... Immaginario collettivo e violenza misogina nella fiaba di Perrault (2014, tradotto in spagnolo Su barba no era tan azul), libro vincitore del primo premio internazionale CIRSE 2015, assegnato dal Centro Italiano per la Ricerca Storico Educativa il 26 febbraio 2016 a Bologna, e di Arte bambina (2017).

## Autori e opere

### Classici del genere avventura
- Richard Adams
  - La collina dei conigli
- Louisa May Alcott
  - Piccole donne
  - Piccole donne crescono
  - Piccoli uomini
  - I ragazzi di Jo
  - Una ragazza fuori moda
- Hans Christian Andersen
  - Fiabe
- J. M. Barrie
  - Peter Pan nei Giardini di Kensington
  - Peter e Wendy
- L. Frank Baum
  - Il meraviglioso mago di Oz
  - Libri di Oz
- Frances Hodgson Burnett
  - Il piccolo Lord
  - Il giardino segreto
  - La piccola principessa
- Dino Buzzati
  - La famosa invasione degli orsi in Sicilia
- Lewis Carroll
  - Le avventure di Alice nel Paese delle Meraviglie
  - Attraverso lo specchio e quel che Alice vi trovò
- Carlo Collodi
  - Le avventure di Pinocchio. Storia di un burattino
- James Oliver Curwood
  - The Grizzly King
- Roald DahlRoald Dahl, autore di capolavori per l'infanzia come il GGG o Matilda.
  - James e la pesca gigante
  - La fabbrica di cioccolato
  - Matilda

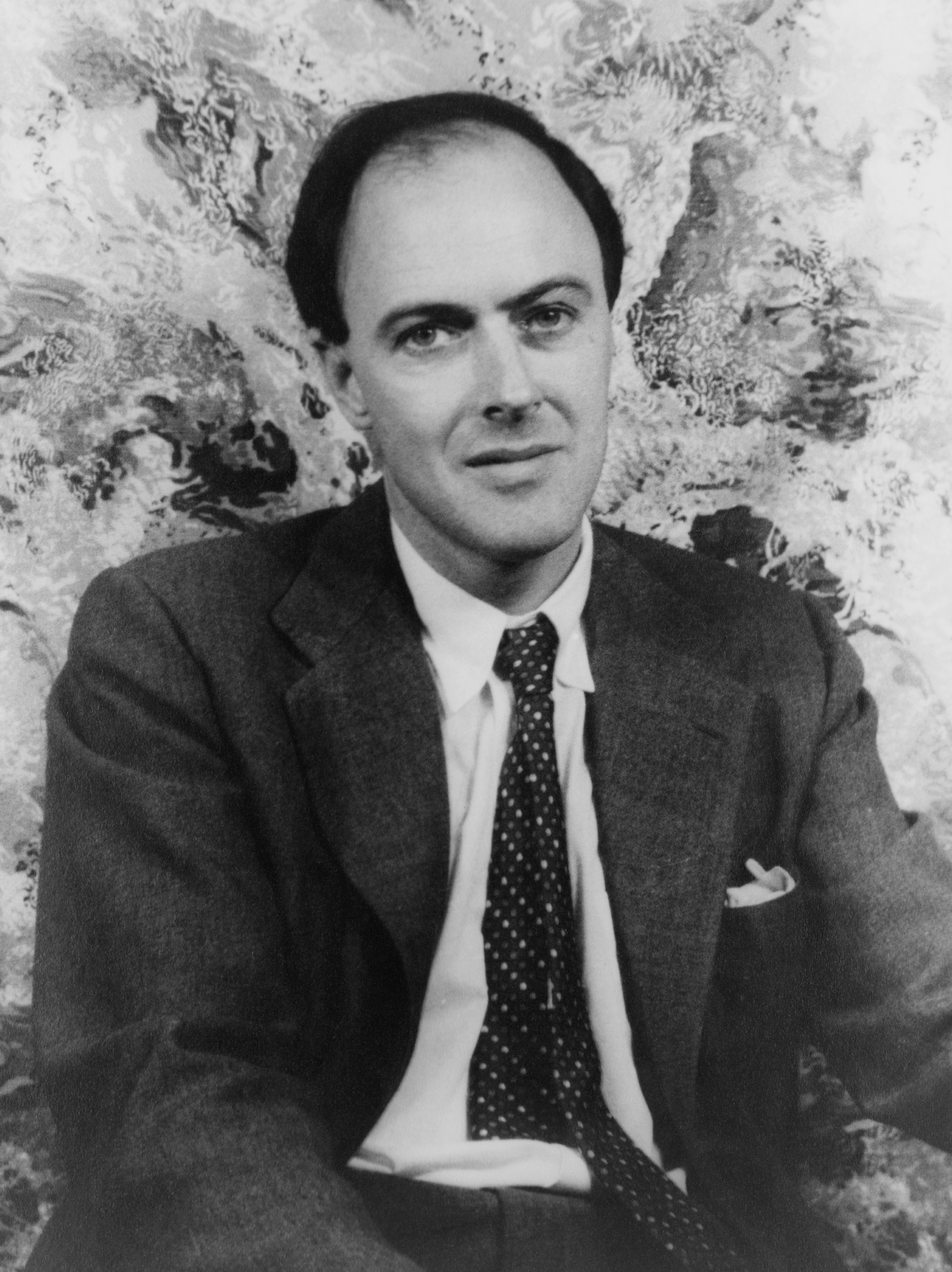
Roald Dahl, autore di capolavori per l'infanzia come il GGG o Matilda.

  - Il GGG (il Grande Gigante Gentile)
  - Il grande Ascensore di cristallo
  - Le streghe
- Daudet - Tartarino
- Edmondo De Amicis
  - Cuore
- Michael Ende
  - La storia infinita
  - Momo
  - Il segreto di Lena e altri racconti
- Francis J. Finn
  - Tom Playfair
- Kenneth Grahame
  - Il vento tra i salici
- Fratelli Grimm
  - Le fiabe del focolare
- Heinrich Hoffmann
  - Pierino Porcospino
- William Henry Giles Kingston
  - Peter the Whaler
- Rudyard Kipling
  - Il libro della giungla
  - Kim
  - Capitani coraggiosi (romanzo)
  - Storie proprio così
- Clive Staples Lewis
  - Le cronache di Narnia
- Astrid Lindgren
  - La scrittrice svedese Astrid Lindgren, autrice di Pippi Calzelunghe.Pippi Calzelunghe
- Selma Lagerlöf

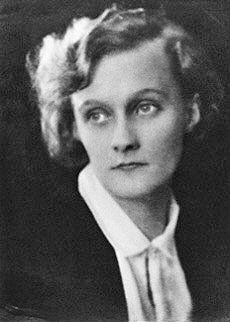
La scrittrice svedese Astrid Lindgren, autrice di Pippi Calzelunghe.

  - Il viaggio meraviglioso di Nils Holgersson
- Jack London
  - Zanna Bianca
  - Il richiamo della foresta
- Hector Malot
  - Senza famiglia
- Herman Melville
  - Moby Dick
- Alan Alexander Milne
  - Winnie Puh
  - Altri libri di Winnie the Pooh
- Ferenc Molnár
  - I ragazzi della via Pál
- Charles Perrault
  - I racconti di Mamma Oca
- Gianni Rodari
- Emilio Salgari
  - I misteri della jungla nera (1895)
  - Le tigri di Mompracem (1900)
  - I pirati della Malesia (1896)
  - Le due tigri (1904)
  - Il Re del Mare (1906)
  - Alla conquista di un impero (1907)
  - La rivincita di Yanez (1913)
  - Il Corsaro Nero (1898)
  - La regina dei Caraibi (1901)
  - Jolanda, la figlia del Corsaro Nero (1905)
  - Il figlio del Corsaro Rosso (1908)
  - Gli ultimi filibustieri (1908)
- Richard Scarry
- Lemony Snicket
  - Una serie di sfortunati eventi
- Johanna Spyri
  - Heidi
- Robert Louis Stevenson
  - La freccia nera
  - L'isola del tesoro
  - Lo strano caso del Dr. Jekyll e di Mr. Hyde
- Mark Twain
  - Il principe e il povero
  - Le avventure di Tom Sawyer
  - Le avventure di Huckleberry Finn
- Vamba
  - Il giornalino di Gian Burrasca
- Jules Verne
  - Il giro del mondo in 80 giorni
  - Ventimila leghe sotto i mari
  - Viaggio al centro della Terra
  - Tutta la serie dei Viaggi straordinari
  - Michele Strogoff
- Elwyn Brooks White
  - Le avventure di Stuart Little
  - La tela di Carlotta
- Charles Dickens
  - La piccola Dorrit
- Daniel Defoe
  - Robinson Crusoe
- Erica Lillegg
  - Vevi
  - Zolfanello

### Altre opere
- Giovanni Boccaccio
  - Decameron
- Autori vari
  - Le mille e una notte
- Heinrich Hoffmann
  - Der Struwwelpeter
- Giulio Cesare Croce e Adriano Banchieri
  - Bertoldo, Bertoldino e Cacasenno
- Eleanor H. Porter
  - Pollyanna
  - Pollyanna cresce
- Emilio Salgari
  - La favorita del Mahdi
- Rudyard Kipling
  - Il libro della giungla
  - Il secondo libro della giungla
- T. H. White
  - La spada nella roccia
- Alexandre Dumas
  - I tre moschettieri
  - Vent'anni dopo
  - Il visconte di Bragelonne
- Lucy Maud Montgomery
  - Anna dai capelli rossi (romanzo)
- Annie M. G. Schmidt
  - Jip e Janneke
- Jean de Brunhoff
  - Babar
- Judith Kerr
  - Quando Hitler rubò il coniglio rosa

### Autori e opere contemporanee
- Christian Antonini
  - Fuorigioco a Berlino
- Henriette Bichonnier
  - Il mostro peloso
  - Camilla e la matita magica
- Italo Calvino
  - I nostri antenati
  - Marcovaldo
  - Le cosmicomiche
- Gabriele Clima
  - Black boys
  - Il sole fra le dita
  - La stanza del lupo
- Eoin Colfer
  - Artemis Fowl
- Silvana De Mari
  - La bestia e la bella
  - L'ultimo elfo
- Silvana Gandolfi
- Ewn Garabandal
  - Feha Gìbuss e il Libro della Profezia
- Brian Jacques
  - il ciclo di Redwall
- Erich Kästner
  - Emilio e i detectives
  - Carlottina e Carlottina
- Lia Levi
- Alberto Manzi
  - Orzowei
- Walter Moers
  - Le 13 vite e mezzo del capitano Orso Blu

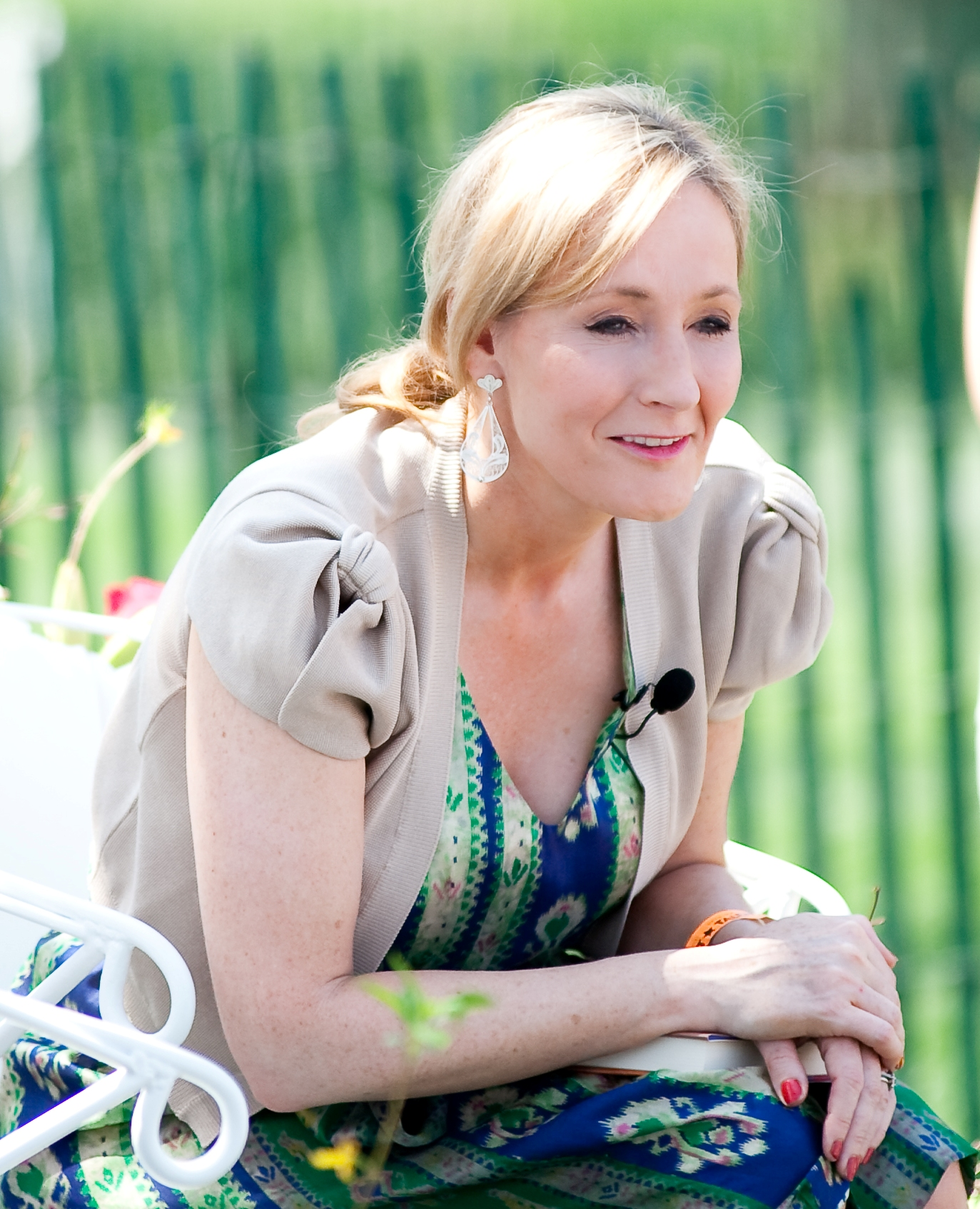
La popolare scrittrice per ragazzi J.K. Rowling.

  - Ensel e Krete
- Christine Nöstlinger
  - Il bambino sottovuoto
- Uri Orlev
  - Corri ragazzo, corri
- Christopher Paolini
  - Ciclo dell'Eredità
- Bianca Pitzorno
  - Sette Robinson su un'isola matta
  - Clorofilla dal cielo blu
  - L'amazzone di Alessandro Magno
  - L'incredibile storia di Lavinia
  - La bambola dell'alchimista
  - Parlare a vanvera
  - Ascolta il mio cuore
  - Polissena del Porcello
  - Diana, Cupìdo e il Commendatore
  - La voce segreta
  - Tornatrás
  - La bambinaia francese
  - Il nonno selvaggio
  - Violante & Laurentina
- Elisa Puricelli Guerra

- J. K. Rowling
  - La serie di Harry Potter
- Anna Russo
  - Pao alla conquista del mondo
  - La bambina Babilonia
  - Caro Hamid, fratello lontano
  - Ibrahim, il bambino del campo
  - Chuang Tse e il primo imperatore
  - Il baffo del dittatore
- Antoine de Saint-Exupéry
  - Il piccolo principe
- Robert Lawrence Stine
  - La serie di Piccoli brividi
- Geronimo Stilton
  - La serie delle Storie da Ridere
- Moony Witcher
  - La bambina della Sesta Luna
- Markus Zusak
  - Storia di una ladra di libri
  - Io sono il messaggero